# Logika
A logika az érvényes következtetések és bizonyítások, illetve az ezzel összefüggő filozófiai, matematikai, nyelvészeti és tudományos módszertani kérdések tudománya. A logika a filozófia része egyfelől a hagyományos besorolás miatt, másrészt amiatt, hogy a logikai elméletek szoros kapcsolatban vannak ismeretelméleti és nyelvfilozófiai kérdésekkel. Ezen felül a 19. század vége óta a logika elválaszthatatlanul összefonódott a matematikával. A matematikai elméletek láttathatók logikai elméletekként, a logikaiak pedig gyakran jól vizsgálhatók matematikai eszközökkel.
A logika alapfeladata, hogy olyan formai kritériumokat tárjon fel, amelyek szerint egy adott igaz, vagy igaznak feltételezett p1, p2, , …, pn állítások (azaz a premisszák) esetén helyesen következtethetünk egy q kijelentés (a konklúzió) igazságára. Szimbolikusan a következtetés:
{\displaystyle {\frac {p_{1},\;p_{2},\;...\;,\;p_{n}}{q}}}
Amit úgy foglalunk szavakba, hogy: „Tudjuk, p1, p2, , …, pn fennáll. Tehát q is fennáll.” Például érvényes a következő, sokat emlegetett következtetés:
```
Minden ember halandó. Szókratész ember.
---------------------------------------
Szókratész halandó.
```

Részben a logika, főként az úgynevezett filozófia feladata választ adni arra, hogy milyen episztemológiai vagy ontológiai előfeltevés vezet egy adott logikai következtetési szabályhoz.
A logika azonosítása a formális következtetések tanával és elhatárolása a gondolkodástól a 19. század szüleménye, és főképp a logikai pszichologizmus, valamint a tradicionális logika elleni harc hozadéka. Az európai gondolkodásban emellett a peripatetikusok óta hagyomány a logikát tágabban, mégpedig mint a „helyes gondolkodás ill. beszéd”, ezzel összefüggésben mint tudománymódszertant meghatározni. Azt persze e hagyomány hívei sem tagadják, hogy a következtetések elmélete a logika központi és mindenkor legkidolgozottabb részét alkotta.
A logika szó a görög λόγος (logosz – ige, szó, beszéd, érv, gondolat, bölcsesség, törvény, számítás stb.: λογική τέχνη, logiké tekhné = a gondolkodás tana, művészete) szóból származik.
Valójában a logika egyik definíciója sem problémamentes. A logikának a következtetések tanaként vagy hasonlóan való aposztrofálása többek közt a releváns logika oldaláról támadható, míg a logikát az emberi gondolkodáshoz kötő szerzők számára az okoz gondot, hogy – amennyiben ez egyáltalán szándékuk – hogyan határolódjanak el a logikai pszichologizmustól. Másrészt a 20. század második felétől halmozódó egyes kognitív pszichológiai eredményeket – itt elsősorban a Wason szelekciós feladattal kapcsolatos eredményeket szokás idézni – is lehetséges úgy interpretálni, miszerint az emberi gondolkodás általában nem a formális logika szabályai szerint működik, így a logikát nem lehet pusztán a gondolkodás törvényszerűségeinek tekinteni.

## A logika főbb jellegzetességei
A logika számára alapvető a forma, a séma. Ezen a következőket értjük. Eredetileg a logika az általános és szokásos gondolkodásformákat vizsgálná. A gondolatokba azonban nem látunk bele. Ezek kifejeződéseihez, a nyelvi elemekhez kell fordulnunk, melyek struktúrája feltehetően valahogy kifejezi a beszélő gondolatait. A logika mégsem általában a szavak jelentésével foglalkozik, csak elsősorban néhány jellegzetes, általános használatú szóval. Például az aritmetika nyelvében „hatvány” vagy a „prímszám” vagy az „legnagyobb közös osztó” adott jelentéssel bírnak, míg az euklideszi szerkesztések geometriában ugyanezek a szavak meglehetősen ritkán fordulnak elő, ahogy az aritmetikában is a „kör”, „egyenes” szó. Az említett szavak tudomány- vagy elméletspecifikusak. Az olyan szavak azonban, mint a
„nem”, „vagy”, „és”, „ha..., akkor ...” , „létezik”, ...
minden tudományban előfordulnak és alapvető jelentőségűek az ismeretek szabatos megfogalmazásában. Ezeknek a szavaknak is megvan a jelentéselmélete, éspedig ez maga a logika.
Innen ered a logika kiemelkedő fontossága az analitikus nyelvfilozófia felől nézve. A logika ugyanis kiváló mintapélda arra, hogy a nyelv egyes szavainak jelentésének elméletét hogyan lehet módszeresen felépíteni. A logikai szavak elméletspecifikus nyelvi környezetekben szerepelnek ugyan, de a logika nem foglalkozik az elméletek konkrét kifejezéseivel, pusztán azt vizsgálja, hogy a logikai szavak milyen elrendeződése, formája sémája tekinthető egy elméletfüggetlen helyes következtetés premisszájának egy konklúziójának. Azt pedig, hogy konkrétan a premisszák igazak-e azt már a konkrét elmélet mondhatja csak meg. A logika tehát nem a speciális szaktudományi igazságok feltárásában érdekelt, hanem a csak a logikai igazságok feltárásában, melyek bár formákra, sémákra vonatkozó igaz megállapítások, de korántsem semmitmondó, „formális” igazságok. Ez csak abban az esetben lenne igaz, ha a logikai igazságok nyilvánvalóságok (trivialitások) lennének. Ez azonban még akkor sincs így, ha a vitaképes emberek a klasszikus logikai szabályokat általában jól, értő módon használják.
Bár az említett szavakat elméletről elméletre ugyanolyan jelentésűnek gondoljuk, ez az invariancia csak első közelítésben áll fenn. Ezt a közelítést nevezik klasszikus logikai megközelítésnek. Azonban már ez az elmélet is számos esetben viselkedik kételyekre okot adó módon. Például a
```
Ha 1 + 1 ≠ 2, akkor én vagyok a római pápa.
```

kijelentés logikai igazság, mert 1 + 1 = 2. Ez a hamisból minden következik elve. Vannak akik ezt elvetik például a releváns logika propagálói. Egy másik a
```
Vagy van páratlan tökéletes szám, vagy nincs páratlan tökéletes szám.
```

Ez szintén pusztán logikai okokból igaz, mégis a matematikusok egyik tagját sem tudták még eleddig bizonyítani. Akik emiatt ezt a szabályt elvetik, azok inkább az intuicionista logikát részesítik előnyben.
A logika a természetes nyelvben szereplő nemklasszikus logikai viszonyokkal is foglalkozik. Például a változó kontextusú terminusok és kijelentések logikája (dinamikus logika), az időviszonyok logikája (temporális logika), a lehetséges és biztos állítások logikája (modális logika), vagy az elmosódott igazságtartományú tulajdonságok logikája (fuzzy logika).

## Különböző logikai megközelítések és a logika ágai
Történetileg, módszertanilag és tárgyukat tekintve sokszor más és más vizsgálódásokat neveznek logikainak. Ezek a vizsgálódások mind a logika részét alkotják, de más és más céllal, feladattal. Az alábbiakban a logika tudományának vetületeit foglaljuk röviden össze.

### Formális logika
A formális logika a kijelentések közötti sematizálható kapcsolatokat vizsgálja, abból a szempontból, hogy mikor mondhatjuk, hogy egy mondat következik egy mondathalmazból vagy sem. Az első, Szókratészről szóló példában a következtetés nem azért helyes, mert tudjuk: Szókratész rég meghalt, tehát halandó. A következtetés azért igaz, mert esete (instanciája) a következő általános következtetési sémának:
```
Minden 
P
 tulajdonságú dolog 
Q
 tulajdonságú is.
A 
t
 nevű dolog 
P
 tulajdonságú.
-------------------------------------------------
A 
t
 nevű dolog 
Q
 tulajdonságú.
```

Tehát a logika nem a konkrét mondatok igazságértékét, hanem a helyes következtetések általános formáját kívánja feltárni. Drasztikusan szólva: a logikát nem érdekli, hogy igaz, vagy hamis-e az a mondat, hogy „Szókratész halandó”.
Annak az eldöntése, hogy egy adott, konkrét p mondat „igaz” vagy „hamis”, arra a tudományra tartozik, amelynek szaknyelvében a p mondat megfogalmazható. A tudományos vizsgálódásban játszott szerepét tekintve a logika legjelentősebb paradigmája, hogy egy helyes és tisztán logikai következtetésben a premisszák igazsága öröklődik a konklúzióra. Ha tehát egy konkrét
```
p
1
, … , 
p
n

-----------
    
p
```

következtetés egy helyes logikai következtetési séma konkrét esete és az adott tudomány a p1, … , pn premisszákat kivétel nélkül igaznak tartja (mindegy, hogy a tudománynak milyen igazolási módszere van), akkor logikai okokból a tudomány a p kijelentést is igaznak fogja tekinteni. Természetesen az adott tudománynak lehetnek nemlogikai következtetési sémái is. Például az aritmetikában a teljes indukciót érvényes következtetési lépésnek tekintik, míg a primitív rekurzív aritmetikában az indukciónak csak korlátozott formáját szerepeltetik. Ám, mindkét elméletben érvényesek a klasszikus logika következtetési szabályai.
A logikai és nemlogikai szemlélet közötti különbséget jól mutatja a következő példa. Az
```
Aki Lappföldön lakik, ismeri Nils Holgerssont.
A Mikulás Lappföldön lakik.
-------------------------------------------------
Tehát a Mikulás ismeri Nils Holgerssont.
```

következtetés logikailag helyes, mert a fent említett általános logikai séma konkrét esete. Tudjuk, hogy ha a premisszák igazak, akkor a konklúzió is igaz. Ám, annak az eldöntése, hogy a premisszák igazak-e, például, hogy igaz-e az a kijelentés, hogy
„A Mikulás Lappföldön lakik.”,
nem a logika feladata. Még csak a nemformális logikának sem feladata. Ha lenne a Mikulás tulajdonságait vizsgáló tudomány, akkor annak lenne dolga eldönteni. Természetesen felvethető a kérdés, hogy ha létezik a lappföldi Mikulás, akkor az ő létezése miben áll, ez azonban szintén nem logikai, hanem ontológiai kérdés. Szintén fölvethető, hogy megállapítható-e, hogy az a kijelentés, hogy mindenki ismeri Nilst, igaz vagy sem, de ez meg inkább episztemológiai kérdés, semmint logikai.
Lényeges, hogy a „formális” jelző nem azt jelenti, hogy a formális logika nem képes tartalmi, lényegi, tudományos állításokat tenni vizsgálódásának tárgyáról. A formális és nemformális logika olyan szembeállítása, mely a „formális” jelzőt lekicsinylően használja, a formális logika céljainak teljes félreértéséből fakad. Helyesebben úgy kell fogalmazni, hogy a formális logika módszerei és vizsgálódásának tárgya teljesen eltér a filozófia más ágaitól, az episztemológiától és az ontológiától. A formális logikában nem kereshetjük a nemlogikai szavak jelentéselméletét – azt a nyelvfilozófiában kell keresnünk.
Mindezeken túl magának a logikának is megvannak a tudományfilozófiai kérdései, melyekre a filozófiai logika keres választ.

### Filozófiai logika
A klasszikus logikának vannak olyan következtetési sémái, melyek egyáltalán nem hagynak terepet a szaktudományoknak abban a tekintetben, hogy egy kijelentés igazságát megállapítsák. Például:
```
A konyhasó tartalmaz nátriumot
-------------------------------
A Mikulás vagy Lappföldön lakik, vagy nem
```

következtetés logikailag helytálló, ám ennél többet is állít a logika. A
„A Mikulás vagy Lappföldön lakik, vagy nem.”
konklúzió függetlenül attól, hogy a kémia igaznak tartja-e a premisszát vagy sem, logikai okokból igaz kijelentésnek, tautológiának minősül. A konklúzió mintegy a logika erejével ráerőlteti az igazságát a kémia tudományára. Például a releváns logika hívei azzal kívánják feloldani ezt a paradoxont, hogy azt mondják, csak olyan logikai következtetések megengedhetőek, melyekben a konklúzió a premisszákban szereplő fogalmakról szól (a példában a konyhasóról vagy a nátriumról).
Egy másik, metalogikai kérdés, hogy magukat a helyes következtetéseket mi teszi helyessé. Egy helyes logikai következtetés szükséges velejárója, hogy minden esetben, amikor a premisszák igazak, a konklúzió is igaz lesz. Nem tekinthető tehát egy következtetés helyesnek, ha van olyan szituáció, hogy a premisszák igazak, de a konklúzió hamis. Világos azonban, hogy egy ilyen cáfoló példa jelentősen függ attól, hogy milyen filozófiai alapállásból tekintünk az ’igaz’ és ’hamis’ minősítésekre és az ’eset’ (szituáció, megengedett világ) fogalmára.
Például az intuicionisták episztemológiai és ontológiai szempontból is kritizálják a klasszikus logika következtetési szabályait. A kizárt harmadik elvét azért utasítják el, mert igazoltnak látják, hogy van olyan eset, amelyben nincs okunk állítani a „p vagy nem p” mondatot. Így van ez, amikor p a Goldbach-sejtés állítása, hiszen nincs se bizonyítva, se cáfolva a sejtés.
Az ilyen és ehhez hasonló kérdések tartoznak a filozófiai logika érdeklődési körébe.

### Materiális logika
A materiális logika egy a logika történetében jelentős szerepet játszó, de mára már csak egy jól behatárolható körben használt logikai ág. A Frege előtti, tradicionális logika felosztása formális és materiális részre történt. Míg a formális logika általános következtetési szabályokkal foglalkozott, mint például Arisztotelész szillogizmusai addig a materiális logika a konkrét mondatokkal, azok igazságának megállapításával. Manapság a materiális logika egyfelől az informális logikával, vagy az alkalmazott logikával tekinthető azonosnak, másfelől a episztemológiával rokonítható.
A „materiális logika” kifejezéssel először William Occam követői illették Arisztotelész logikáját a 14. szd.-ban. A materiális logika kifejezésnek azonban semmi köze a materializmushoz. Sőt, több esetben a keresztény filozófiaoktatásban, formális vagy (Frege utáni) analitikus logika helyett úgynevezett materiális logikát tanítanak. Az arisztotelészi logikát az egyház ugyanis kellőképpen ideológiamentesnek gondolja ahhoz, hogy beilleszthetőnek lássa a keresztény filozófiaoktatásba, szemben a modern formális logikai elméletekkel, melyek sokszor az egyház számára tarthatatlan ideológiai előfeltételezésekkel terheltek.

### Informális logika
Az informális logika a természetes nyelven kifejtett konkrét érvelések helyességét, a tipikus érvelési hibákat vizsgálja. Segít a mindennapi szituációkban lefolytatott viták, valami mellett vagy ellen érvelő szövegek logikai struktúrájának, esetleges következtetési hibáinak feltárásában. Ily módon az informális logika nem akadémiai tudomány, nem ága a logikának (a megnevezésére használt összetett szó félreérthető), csak a logikának a mindennapi kommunikációban való alkalmazása.
Az informális logika vagy informális érvelés egy másik értelemben a tisztán formális rendszerek mondandójának természetes nyelven való kifejtése, a formális nyelv természetes nyelvre való fordítása. (Feltéve, hogy létezik a formális nyelvnek adekvát, természetes nyelvbeli fordítása.) Jellegzetes példája a matematika informális nyelve. A matematikusok feltételeznek egy tisztán formális nyelvet, melyen elvileg bizonyításaik megfogalmazhatók, de sosem formális nyelven írják le a bizonyításokat, csak egy vegyes, nagy fokú formalizáltsággal rendelkező természetes nyelven. A természetes nyelv egy olyan szigorú szabályok szerint működő töredékét használják, amiről az gondolható, hogy semmi akadályba nem ütközik annak lefordítása a matematika formális nyelvére.

### Szimbolikus logika
A szimbolikus logika a formális logika ma művelt ága, mely a formák leírására szimbólumnyelvet alkalmaz. A szimbólumok használatát követően ugyanúgy meglódult a logika tudománya, mint a matematikáé. Olyan sorsfordító, filozófiai következményeket is maga után vonó eredmények láttak napvilágot, mint Gödel nemteljességi tétele vagy a Russell-antinómia.
A logika ezen ága elsősorban a nulladrendű, elsőrendű és másodrendű formális nyelvek, vagy ezek módosulatainak logikai tulajdonságait vizsgálja. Tágabb történelmi értelemben ide sorolható Frege fogalomírása vagy Russell típuselmélete. Feladata az extenzionális és intenzionális rendszerek kalkulusainak és szemantikáinak kapcsolatát feltárni. Jellegzetes tevékenysége a következő. Ha adott a természetes nyelv egy töredékét leíró L rendszer – mely mondjuk a deskripciókra, a modalitásokra, az episztemikus minősítésekre koncentrál –, illetve ennek bizonyításelmélete vagy levezetési rendszere, azaz az LC kalkulus és ez kapcsolatba hozható az L nyelv egy jelentéselméletével, az LS szemantikával, akkor pontosan milyen összefüggés van az LC kalkulus és az LS szemantika között.
Az LC levezetési rendszer általában vagy a Hilbert-féle módon (sok axiómával és néhány levezetési szabállyal) vagy a Gentzen-féle módon (axiómák nélkül, csak levezetési szabályokkal) épül fel. LS használhatja a halmazelméleti elsőrendű modellek elméletét, a lehetséges világok szemantikáját, vagy valamilyen algebrai jellegű rendszert az L-beli kifejezések értelmezéséhez. A szimbolikus logika főbb feladatai a következők vizsgálata:
- L valamely T elmélete ellentmondásmentes-e, azaz LC-ben nincs olyan levezetés, mely T-ből egy ellentmondást hoz ki.
- L valamely T elmélete kielégíthető (konzisztens)-e, azaz van olyan LS-modell, melyben T állításai igazak.
- LC kalkulus teljes-e az LS szemantikára nézve, azaz minden T elméletre a T elmélet LS szerint érvényes mondatai levezethetők T-ből (az LC levezetési szabályai segítségével).
- LC kalkulus helyes-e az LS szemantikára nézve, azaz minden T elméletre, a T-ből levezethető mondatok igazak T-ben az LS szemantika szerint.
- Egy T elmélet negációteljes-e, azaz minden mondat vagy levezethető vagy a negációja levezethető (T mindent elmond-e tárgyáról, amit a nyelvén meg lehet fogalmazni, vagy vannak-e eldönthetetlen állítások?)

A szimbolikus logika nyilván azzal a szándékkal vizsgál egy formális nyelvet vagy a természetes nyelv egy töredékének formalizált változatát, hogy értelmezze annak logikai természetű kijelentéseit.

### Matematikai logika
A matematikai logika a szimbolikus logikából különült el; elsősorban az elsőrendű nyelvek szintaktikájával (tkp. bizonyításelmélet) és szemantikájával (modellelmélet) foglalkozik. Érdeklődési körébe tartozik még a rekurzív függvények elmélete (kiszámíthatóságelmélet), de az utóbbi manapság már inkább a számítógéptudomány része.
Néhány bizonyításelméleti kérdés:
- A Hilbert-kalkulus szerint mely elsőrendű formulák tekinthetőek tautológiának?
- Adható-e algoritmus, mely a Hilbert-kalkulus bármely formulájáról megállapítja, hogy tautológia-e?
- Funkcionálisan teljes-e valamely, néhány n-változós logikai műveletet tartalmazó halmaz?

A modellelmélet néhány kérdése:
Egy L elsőrendű nyelv M modellje esetén számos matematikai tulajdonság vizsgálható. Csak néhány a sok feladat közül:
- M atomi modell-e?
- adott κ számosságra M κ-homogén, κ-univerzális, κ-kompakt, κ-kategorikus, κ-szaturált-e?
- van-e egy T elmélet adott T tulajdonsághalmazát (típusát) elkerülő vagy éppen megvalósító modell vagy sem.

A matematikai logika szimbolikus logikában is jól alkalmazható ága az algebrai logika, mely a modellekből alkotható matematikai struktúrák algebrai tulajdonságait hozza kapcsolatba a logikai tulajdonságokkal. Mondhatjuk, hogy a matematikai logika a logika alkalmazása a matematika területén. Más vélemények szerint a matematikai logika a logika matematikai eszközökkel történő megalapozása. A matematikai logika témái elválaszthatatlanul összefonódnak a halmazelmélettel.

### Tradicionális logika
A tradicionális logika nagyjából a logika késő középkori és újkori formáját jelenti, mely az arisztotelészi és skolasztikus logikából alakult ki, és időszaka egészen az XVII. sz. közepéig tartott; sokan a skolasztikusokat is ide értik. A szillogizmusok elméletén túl a következő „logikai alaptörvényeket” említi:
1. Az azonosság törvénye: A = A, azaz minden fogalom egyenlő saját magával
2. A kizárt harmadik elve: A = B és A = non B kizárják egymást (ebben általában ki is merülnek a formális logikai vizsgálataik)
3. A kizárt ellentmondás elve: Amit gondolunk, annak nem szabad ellentmondást tartalmaznia
4. Az elégséges alap elve: Mindennek meg kell, hogy legyen a maga oka

Semmivel sem indokolható azonban, hogy miért pont négy és miért pont ez a négy törvény alkotja a gondolkodást meghatározó szabályrendszert, azt pedig egyértelműen téves állítani, hogy az egész logika megalapozható csupán ennek a négy elvnek a felhasználásával. Magának a törvénynégyesnek alapvetőként való első említése az újkorra tehető. A modern logika pont ott kezdődik, amikor Frege valóban megalkotta azt a szabályrendszert, melyre felépíthető (legalább az elsőrendű) logika. Másrészt Frege azt is megmutatta, hogy a mondatok arisztotelészi „alany-állítmány” felbontásnál sokkal hatékonyabb a „függvény-argumentuma” felbontás. Ez nem azt jelenti, hogy Arisztotelész, aki még nem ismerte az utóbbi szerkezeti felbontást, rossz eredményekre jutott volna. Sőt, Arisztotelész tökéletesen megalkotta a logika azon részét, a szillogisztikus logikát, melyet az ő módszerével meg lehetett.

## A logika természete

### Objektivitás és logika
Azt, hogy a logika a helyes gondolkodásformák tudománya, sokan úgy is értették, hogy a logika a gondolkodással foglalkozik. Ebben az esetben a logika a kognitív pszichológia része lenne. Például John Stuart Mill a logika tudományát határozottan a pszichológia részének tekintette, hasonlóképpen Gustav Fechner, Wilhelm Maximilian Wundt, akik a pszichologizmus jelentősebb képviselői. Ezen felfogás ellen sokan érveltek, épp a 19. századi matematikus-logikusok harcoltak a legélesebben, de rajtuk kívül olyan filozófusok is, mint például Edmund Husserl vagy Ferdinand de Saussure, a jelenlegi akadémikus tudományon (ide értve a filozófiai és a matematikai kutatásokat egyaránt) belül semmiképp nem mainstream áramlat.
Frege az Arisztotelésztől eredeztethető felfogásnak a maga korában újdonságnak ható (noha bizonnyal nem előzmények nélküli) platonista értelmezést adott. Eszerint visszautasítandó az a definíció, miszerint a logika "a gondolkodás törvényszerűségeinek vizsgálata", hiszen ez a logikát a pszichológia alá rendelné, ellenben helyes az a felfogás, miszerint a logika a "tiszta gondolkodás" törvényeinek gyűjteménye. A "tiszta gondolkodás" objektumai olyan lelki tartalmak, amelyek a szubjektív jellegű képzetektől eltérően, objektívek. Frege szerint "el kell ismernünk egy harmadik tartományt", amely olyan létezőket (az ún. "gondolati tartalmak") foglal magába, amelyek bár nem kézzelfoghatóak, nem érzékileg tapasztalhatóak, hanem csak gondolatilag léteznek; ámde nem is szubjektívek, hanem igenis objektív létezéssel bírnak. Magyarországon a 20. század legelején – alig pár évtizeddel Frege után – Pauler Ákos épített fel hasonló, anti-pszichologista és platonista logikafilozófiai rendszert, igaz, ez nem Frege hatásának, hanem a közös filozófiai gyökereknek (Lotze, Husserl) köszönhető. Pauler szerint a logika szintén az "Igazság" törvényeinek és nem a gondolkodás törvényeinek regisztrálásával foglalkozik.
Korlátozott mértékben elfogadták az arisztotelészi logikabehatárolást a neopozitivisták (logikai pozitivisták) is, amennyiben a tudományok egységes eredetét, metodológiájának egységesítését tűzték ki célul, a logikát pedig az ehhez a célhoz szükséges keretelméletnek tartották. A logika tehát szerintük - akárcsak Arisztotelész Metafizikájában - „metatudomány”, sőt „A Metatudomány”.

### Mely fogalmak, elméletek nevezhetők logikainak?
Alfred Tarski 20. századi matematikus Felix Klein erlangeni programjához hasonló módon a logika fogalmainak behatárolását javasolta.
Bár a „Mi a logika?” általános kérdését e cikkében bevallottan megkerülte (Tarski, amint ezt ki is fejtette, valóban nem tudományelméleti szakember, hanem matematikus volt), azt legalább lehetségesnek tartotta, hogy matematikai fogalmakra alapozott kritériumot adjon arra, mik a logika vizsgálati, illetékességi körébe tartozó fogalmak. Eszerint egy adott formális rendszer körében definiálható olyan fogalmak lennének logikai fogalmak/tulajdonságok, amelyek invariánsak a tárgyalási univerzum egy-egy értelmű transzformációira nézve. Tehát ha egy ilyen transzformáció sem változtatja meg egy individuum esetében sem a tulajdonság fennállását, akkor az illető tulajdonság „logikainak” tekintendő. Tarski analízise szerint a halmazelméleti számosságfogalomhoz kapcsolódó fogalmak például logikaiak; az azonban a javasolt definíció alapján eldönthetetlen, hogy a halmazelmélet és a matematika úgy általában, a logika része-e. Ez ugyanis különféle alaprelációk (például az „elemének lenni”) különféle formalizálásától, axiomatizálásától is függ, elképzelhetőek olyan axiómarendszerek, melyek szerint az összes matematikai fogalom „logikai”, de elképzelhetőek olyanok is, melyekre alapozva - nem ez a helyzet.

## A logika története
A logika (mely egy volt a középkori trivium, a „három szabad tudomány” közül a nyelvtan és a retorika mellett) alapelveit Arisztotelész fektette le az Organonban (itt elsősorban egyszerűbb, kvantorokat tartalmazó következtetéseket és néhány modális következtetést vizsgált), illetve a korai sztoikusok (Küsziphosz, Philón) a róluk megmaradt írásokban (ők alapvetően egyedi mondatokkal, és a kijelentéslogika általános szabályaival foglalkoztak). A logika mai modern változatának kialakulása a 19. század végéig váratott magára Gottlob Frege munkásságáig. Ekkor már szorosan összefonódott a matematika megalapozásának filozófiai és technikai problémáival. Egyfelől Bertrand Russell, Wittgenstein és Frege révén résztudományként kialakult a filozófiai logika, másfelől a matematikai alkalmazások nagy mennyisége miatt pl. Alfred Tarskinak és Kurt Gödelnek köszönhetően kivált belőle a matematikai logika.
Tradicionálisan (egészen az újkorig) logikának számított minden, ami Arisztotelész Organonjában benne foglaltatnak, így szemiotikai, episztemológiai, retorikai, érveléselméleti témákat.